# GP Lugano
De Gran Premio Citta di Lugano, kortweg GP (di) Lugano is een wielerwedstrijd die sinds 1950 plaatsvindt in de omgeving van Lugano, Zwitserland. De GP Lugano is een wedstrijd die deel uitmaakt van de UCI Europe Tour en had van 2015-2017 een 1.HC-status. Daarvoor had en vanaf 2018 heeft het weer de 1.1-status.

## Geschiedenis
De wedstrijd werd voor het eerst georganiseerd in 1950, destijds enkel als tijdrit. De eerste winnaar van die wedstrijd is Ferdy Kübler. Recordwinnaar van de tijdritversie van deze wedstrijd is Jacques Anquetil. De Fransman wist deze wedstrijd maar liefst zeven keer te winnen. Joop Zoetemelk en Roy Schuiten zijn de Nederlanders die deze wedstrijd wisten te winnen. Eddy Merckx en Ferdinand Bracke schreven deze wedstrijd namens België op hun naam. In 1979 vond de laatste editie plaats van de tijdrit, deze werd gewonnen door Michel Laurent. In 1981 vond de wedstrijd opnieuw doorgang, dan als eendaagse wegwedstrijd. Deze wedstrijd werd in het verleden daags na de GP Chiasso verreden. Bekende namen op de erelijst van de GP Lugano als wegwedstrijd zijn die van Luca Paolini en Paolo Bettini. Marco Vitali is recordhouder van deze versie, hij won deze wedstrijd driemaal en is ook de enige die de wedstrijd meer dan één keer won. Één Belgische renner wist deze wedstrijd te winnen, Rik Verbrugghe won in 2005.

## Lijst van winnaars

### Meervoudige winnaars
| Overwinningen | Renner           | Land        | Jaren                                    |
| ------------- | ---------------- | ----------- | ---------------------------------------- |
| 7             | Jacques Anquetil | Frankrijk   | 1953, 1954, 1958, 1959, 1960, 1961, 1965 |
| 3             | Fausto Coppi     | Italië      | 1951, 1952, 1956                         |
| 3             | Marco Vitali     | Italië      | 1982, 1988, 1990                         |
| 2             | Rolf Graf        | Zwitserland | 1955, 1962                               |
| 2             | Felice Gimondi   | Italië      | 1967, 1972                               |
| 2             | Ole Ritter       | Denemarken  | 1970, 1974                               |

### Overwinningen per land
| Overwinningen | Land                                              |
| ------------- | ------------------------------------------------- |
| 29            | Italië                                            |
| 13            | Frankrijk                                         |
| 9             | Zwitserland                                       |
| 3             | België                                            |
| 2             | Denemarken, Duitsland, Nederland                  |
| 1             | Moldavië, Oostenrijk, Spanje, Verenigd Koninkrijk |

1981 · 
1982 · 
1983 · 
1984 · 
1985 · 
1986 ·  
1987 · 
1988 · 
1989 · 
1990 · 
1991 · 
1992 · 
1993 · 
1994 · 
1995 · 
1996 · 
1997 · 
1998 · 
1999 · 
2000 ·
2001 ·
2002 ·
2003 ·
2004 ·
2005 ·
2006 ·
2007 ·
2008 ·
2009 ·
2010 ·
2011 ·
2012 ·
2013 ·
2014 ·
2015 ·
2016 ·
2017 ·
2018 ·
2019 ·
2020 ·
2021 ·
2022 ·
2023 ·
2005 · 
2006 · 
2007 · 
2008 · 
2009 · 
2010 · 
2011 · 
2012 · 
2013 · 
2014 · 
2015 · 
2016 · 
2017 ·
2018 ·
2019 ·
2020 ·
2021 ·
2022 ·
2023 ·
2024 ·
2025
Belangrijkste etappewedstrijden

Internationaal Wegcriterium · Driedaagse Brugge-De Panne · Ronde van de Alpen · Vierdaagse van Duinkerke · Ronde van Beieren · Ronde van Noorwegen · Ronde van België · Ronde van Luxemburg · Ronde van Oostenrijk · Ronde van Wallonië · Ronde van Burgos · Ronde van Denemarken · Arctic Race of Norway · Ronde van Groot-Brittannië
Belangrijkste eendaagse wedstrijden

Trofeo Laigueglia · GP Lugano · GP Nobili Rubinetterie · Dwars door Vlaanderen · Scheldeprijs · Brabantse Pijl · GP Kanton Aargau · Brussels Cycling Classic · GP Fourmies · Primus Classic Impanis-Van Petegem · Ronde van de Drie Valleien · Milaan-Turijn · Ronde van Piemonte · Ronde van het Münsterland · Ronde van Emilia · Parijs-Tours · GP Bruno Beghelli